# Sant Cristòfol del Vernet (església nova)
Sant Cristòfol del Vernet és l'actual església parroquial, del barri i antic poble del Vernet, pertanyent al terme comunal de la ciutat de Perpinyà, a la comarca del Rosselló, de la Catalunya del Nord.

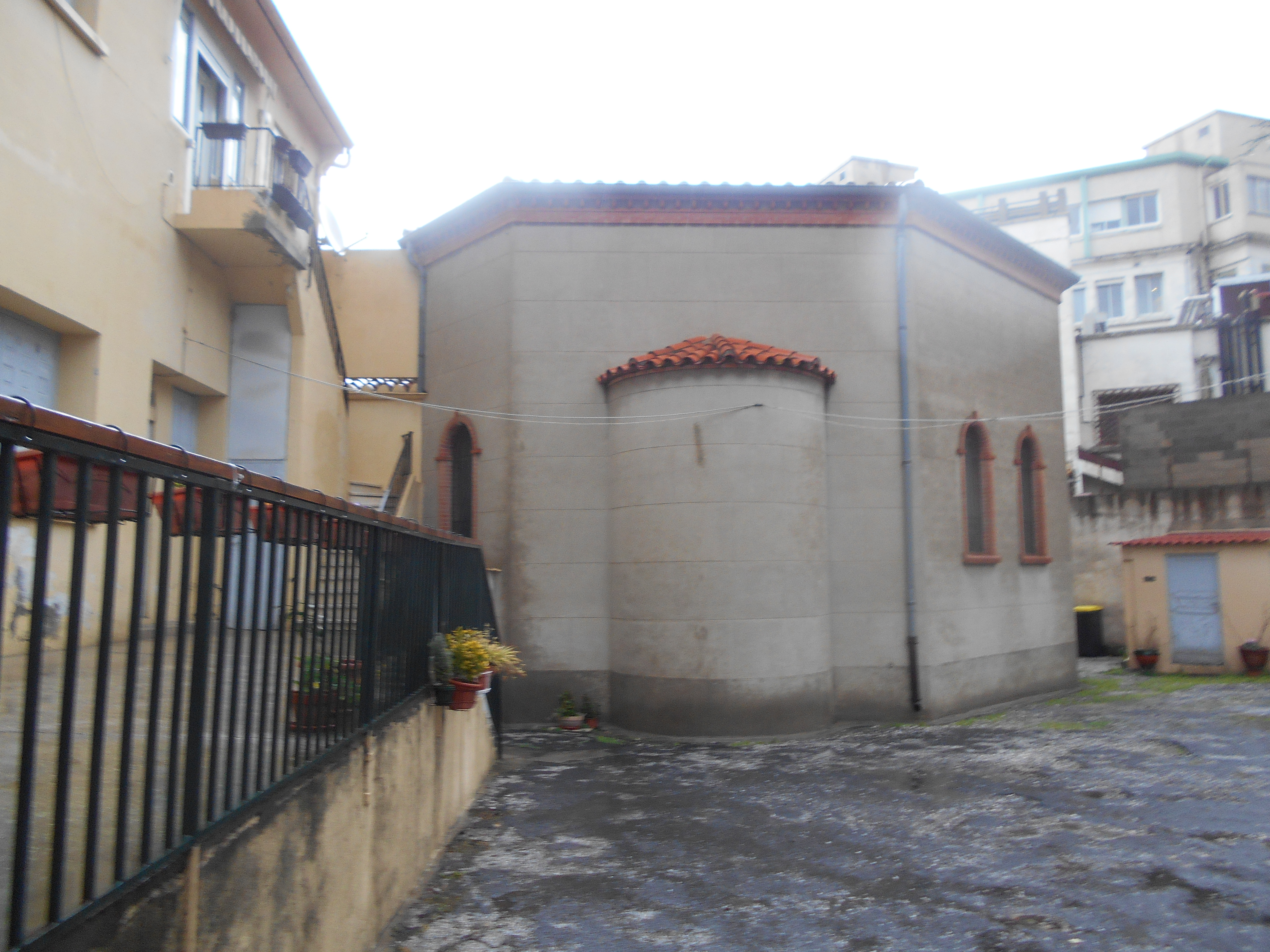
Capçalera de la nova església parroquial de Sant Cristòfol del Vernet

És al sector nord del terme comunal de Perpinyà, en el número 1 del Camí de Torremilà, a prop del capdamunt de l'avinguda del Mariscal Joffre, on aquesta es parteix en quatre vies diferents: l'avinguda de l'Aeròdrom, la del Llenguadoc, la de la Salanca i l'esmentat Camí de Torremilà.
La vella església parroquial del Vernet és al costat mateix de l'església nova.
La parròquia moderna de Sant Cristòfol fou creada el 1907, després d'alguns segles d'haver perdut la categoria parroquial. La primera seu d'aquesta parròquia havia estat l'antiga església dels caputxins, més al sud de l'original de Sant Cristòfol. El 1943 es va veure la necessitat de fer la parròquia més a prop del nou hospital de la ciutat de Perpinyà. No va ser fins al 1955, però, que es procedí a la creació d'una nova parròquia al Vernet, amb el trasllat de l'advocació de Sant Cristòfol a la nova església, situada al costat de l'antiga església de Sant Cristòfol, medieval, i la creació de la nova parròquia de Sant Francesc d'Assís als locals on havia funcionat fins a aquell moment la de Sant Cristòfol. El 1975 es van cedir els elements antics d'aquesta església a la vila de Perpinyà.